# علي فؤاد باشا
علي فؤاد باشا (بالتركية: Ali Fuat Cebesoy)‏ (1882-1968) أحد أهمّ أعضاء جمعية الاتحاد والترقي ومن الأصدقاء المقرّبين لمصطفى كمال أتاتورك في الأكاديمية العسكريّة.
ولد في 23 أيلول عام 1882 وأتمّ دراسته الابتدائية في مدينة أرزنجان في تركيا ثم تابع دراسته في إسطنبول وتخرّج في الأكاديمية العسكرية بالترتيب الثامن عام 1905

## حياته العسكرية
رقّي إلى رتبة عميد وأصبح بالتالي باشا عام 1918 وأرسل إلى الأناضول عام 1919 وصار أحد قادة المقاومة كما صار عضوًا في البرلمان الوطنيّ.

## حياته السياسية
صار علي باشا عضوًا في البرلمان بعد إعلان الجمهورية، وكان من مؤسسي الحزب التقدمي الجمهوري المعارض عام 1924 وصار رئيسًا له في العام ذاته. اعتقل بعد مؤامرة إزمير عام 1926 ولكن أفرج عنه بعد فترة قصيرة. اعتزل علي فؤاد باشا الحياة السياسية بين العامين 1927 و 1931، حيث انتخب نائبًا عام 1931 عن محافظة قونيا وذلك حتى العام 1950. كما شغل منصب وزير الأشغال العامة بين العامين 1939 و 1943 كما كان رئيسًا للمجلس النيابي (1947-1950).
تعرّض للاعتقال ثانية بعد الانقلاب العسكري في السابع والعشرين من أيار 1960 ولكن أطلق سراحه بعدها، وكان ذلك آخر عهده بالسياسة، إذ اعتزلها ولم يرجع إليها حتى وفاته.

## وفاته
كانت وصيّة علي فؤاد باشا هي أن يدفن في باحة مسجد قرب المكان الذي أطلقت منه الرصاصات الأولى لحرب الاستقلال التركية، ومات عن عمر يناهز 86. وفي العام 1980 نقل رفاته إلى مقبرة الدولة الرسمية في أنقرة وذلك بعد الانقلاب العسكري في ذلك العام.

## معرض صور

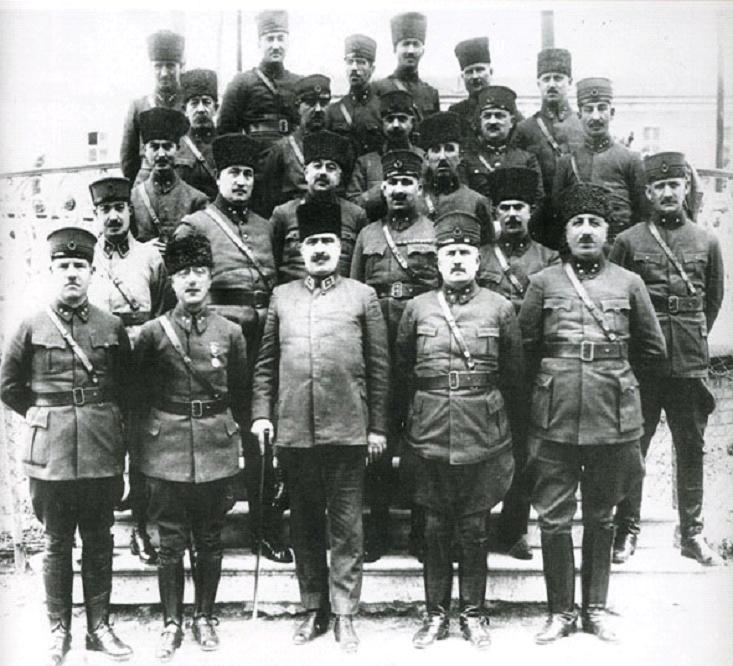
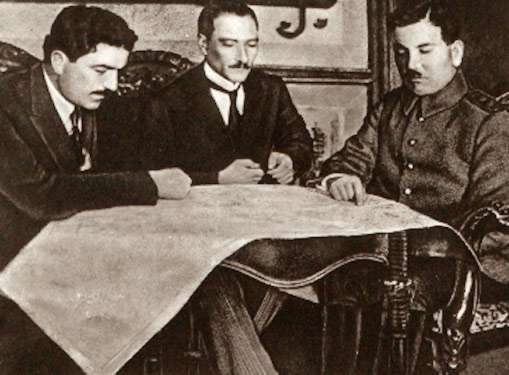
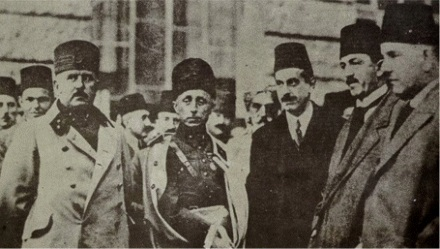